# Giovanna Ralliová
Giovanna Ralliová (* 2. ledna 1935, Řím) je italská herečka.
Začínala v dětských rolích, např. ve filmu Vittoria de Sicy Děti se na nás dívají nebo ve Světlech varieté, které režíroval Federico Fellini. Hrávala v komediích, první hlavní roli měla ve filmu Nejkrásnější okamžik. Uplatnila se i ve válečných filmech Roberto Rosselliniho Generál della Rovere a Byla noc v Římě, za roli Esperie, mladé ženy skrývající uprchlé spojenecké zajatce v tomto filmu získala cenu na festivalu v San Franciscu. Dostávala příležitost i v anglicky mluvících filmech, jako byla komedie Cos dělal za války, taťko?, kterou natočil Blake Edwards. V roce 1976 se objevila na obálce italského vydání časopisu Playboy. Dvakrát vyhrála cenu Nastro d'Argento za nejlepší italský herecký výkon roku a v roce 1993 obdržela Premio Flaiano za celoživotní dílo. Od roku 2003 je velkodůstojnicí Řádu zásluh o Italskou republiku.

## Filmografie
Filmy uvedené v češtině:
- Děti se na nás dívají, 1942
- Světla varieté, 1950
- Villa Borghese, 1953
- Římské povídky, 1955
- Husaři, 1955
- Manžel dvou žen, 1956
- Nejkrásnější okamžik, 1957
- Nepřítel mé ženy, 1959
- Generál della Rovere, 1959
- Byla noc v Římě, 1960
- Cos dělal za války, taťko?, 1966
- Žoldnéři, 1968
- Děla pro Cordobu, 1970
- Znamení zvěrokruhu, 1975
- Bláznivé lásky, 2008 (TV seriál)
- U jezera, 2009